# اوبرندورف آندر میک
اوبرندورف آندر میک (به آلمانی: Oberndorf an der Melk) یک منطقهٔ مسکونی در اتریش است که در ناحیه شایبس واقع شده‌است. اوبرندورف آندر میک ۴۲٫۷۸ کیلومتر مربع مساحت دارد ۳۰۲ متر بالاتر از سطح دریا واقع شده‌است.